# Орловаць-Зденацький
45°41′ пн. ш. 17°08′ сх. д. / 45.69° пн. ш. 17.14° сх. д.
Орловаць-Зденацький (хорв. Orlovac Zdenački) — населений пункт у Хорватії, у Б'єловарсько-Білогорській жупанії у складі міста Грубишно-Полє.

## Населення
Населення за даними перепису 2011 року становило 285 осіб.
Динаміка чисельності населення поселення: